# Маркес, Алехандро Хосе
Алеха́ндро Хосе́ Марке́с Ме́ндес (исп. Alejandro José Marqués Méndez; род. 4 августа 2000, Каракас, Венесуэла) — венесуэльский футболист, нападающий португальского клуба «Эшторил-Прая» и сборной Венесуэлы.

## Ранние годы
Маркес родился в столице Венесуэлы Каракасе. Происходит из бедной семьи. Футболом начал заниматься в самом юном возрасте, в пять лет поступил в Бразильскую футбольную школу. Проучился там три года, затем играл за различные детские команды из Каракаса. Маркес неоднократно подучал награды лучшему игроку на различных детских турнирах. В 2009 году поучаствовал вместе с командой в детском турнире в испанской Жироне, где его команда дошла до финала, где сыграла с «Барселоной». Алехандро сделал в финале хет-трик и стал лучшим бомбардиром турнира.
Когда Маркесу было 12 лет, из-за ухудшения политической и экономической ситуации в Венесуэле его семья переехала из Каракаса в Барселону. Алехандро год провёл в юношеской команде «Эспаньола», а затем перешёл в клуб «Хабак Террасса», чтобы получать больше игрового времени. В 2017 году его пригласили в молодёжную команду «Барселоны».

## Клубная карьера
В сезоне 2017/18 Маркес играл преимущественно за молодёжную команду «Барселоны». Он ярко проявил себя в Юношеской лиге УЕФА, где забил четыре гола, включая два в финальном матче с английским «Челси». Его команда одержала победу со счётом 3:0 и выиграла турнир. Весной 2018 года Маркеса стали привлекать к матчам за «Барселону B», которая выступала в Сегунде. Дебют Алехандро в команде состоялся 17 марта 2018 года в матче с «Лоркой».

## Международная карьера
В 2019 года в составе юношеской сборной Испании Маркес выиграл юношеский чемпионат Европы в Армении. На турнире он сыграл в матчах против команд Армении, Италии, Франции и дважды Португалии. В поединке против армян Алехандро отметился забитым голом.

## Достижения
Международные
 Испания (до 19)
- Победитель юношеского чемпионата Европы — 2019